# Institut Català per a la Recerca en Escultura
L'Institut Català per a la Recerca en Escultura (ICRE) és una associació artística catalana, sense ànim de lucre, amb seu a Barcelona, dedicada al foment i la recerca de l'art de l'escultura. Els seus objectius són difondre, promoure, internacionalitzar i formar en l'àmbit de l'escultura.

## Història
L'any 2014, un grup de sis persones, format per historiadors de l'art i escultors, va fundar l'associació al barri del Raval de Barcelona. La primera Junta Directiva estava composta per: Jorge Egea, escultor (president), Cristina Rodríguez Samaniego, historiadora de l'art (secretària); Irena Gras i Natàlia Esquinas, historiadores de l'art (vocals); Adrià Arnau, escultor (vocal);Bernat Puigdollers, historiador de l'art (vocal).
L'Institut neix com una plataforma per a la difusió de treballs d'investigació realitzats per historiadors, escultors i comissaris d'exposicions, posant en diàleg la tradició escultòrica amb la contemporaneïtat. També serveix com a espai de trobada per a professionals consolidats i joves en formació.
10 anys després, l'associació compta amb més de 100 socis.

## Activitats
L'ICRE desenvolupa una àmplia varietat d'activitats relacionades amb l'escultura.
- Seminaris que es configuren a partir d'una conferència sobre escultors antics ja traspassats i una petita exposició d'escultures i, es desenvolupen, bàsicament, a la Biblioteca Clarà de Barcelona, antic domicili i posterior Museu de l'escultor noucentista Josep Clarà.[4]
- Tertúlies, amb escultors en actiu, que es desenvolupen normalment al Reial Cercle Artístic de Barcelona.
- Participació en exposicions col·lectives com el 33ème Grand Prix d’Arts Plastiques du Le Fousseret (França), el 1r Congrés Internacional d’Escultura Monumental ALMA (Almacelles, Segrià), ARTERIA XVI Feria de Arte Contemporáneo (Montsó, Osca), el Premi de Belles Arts Sant Jordi i la Ruta de l’Art de Castelló d’Empúries.[5][6][7]
- Visites culturals a museus i a tallers d'escultors.
- Organització de concursos internacionals d'escultura. Com el I certamen Internacional Música tridimensional, organitzat al Museu de la Música de Barcelona) i, els II i III Concursos Internacionals d’Escultura ICRE, ambdós organitzats al claustre de l’antic monestir de Sant Pau del Camp.[8][9][10]
- Organització d'exposicions pròpies. Com Elements de la Natura exposició a l’Antic Monasteri de Sant Pau del Camp a Barcelona, organitzada del 1 al 23 de juny de 2023 i, l'exposición Reunió Escultórica de esculturas de socis del ICRE exposada en la Torre Mossèn Tor de Campdevànol de Girona del 15 de febrer al 26 d’abril de 2025.[11][12]